# کارین روبی
کارین روبی (انگلیسی: Karine Ruby; ۴ ژانویهٔ ۱۹۷۸ – ۲۹ مهٔ ۲۰۰۹) اسنوبردسوار اهل فرانسه بود.